# Dolmen du Puech d'Alès
Le dolmen du Puech d'Alès, appelé aussi dolmen de Péchalet, est situé à Martiel, dans le département de l'Aveyron en France.

## Description
Le dolmen est un petit dolmen à vestibule. Il a été édifié sur une pente de pech, orientée plein sud. Le dolmen est légèrement décalé dans la partie nord de son tumulus en raison de la pente du pech, l'entrée ouvre à l'est azimut 95°). Le tumulus est de forme arrondie et s'étend sur 14 m à 15 m de diamètre. La chambre est délimitée par un orthostate de chaque côté de taille équivalente (1,90 m à 2 m de longueur, 0,80 m à 0,90 m de largeur pour 0,18 m d'épaisseur). Sa largeur varie de 0,80 m au fond à 0,50 m à l'entrée. Le chevet est constitué par un muret en pierres sèches. La chambre est prolongée par un vestibule  délimité par deux petites dallettes dressées dans le prolongement des deux dalles de la chambre.
Un grand tumulus (18 m de diamètre pour 0,90 m de hauteur) est visible à 15 m au nord-ouest. Il comporte une excavation au centre et est parsemé de fragments de dalles. Il pourrait s'agir d'un second dolmen, désormais détruit, identifié par l'Abbé Suquet sous le nom de dolmen no 20. Un deuxième tumulus, plus petit, est situé à 5 m du grand tumulus.

## Fouille archéologique
Le dolmen fut fouillé par l'Abbé Suquet au début du XXe siècle et par Jean Caussanel dans les années 1950. Selon l'abbé Suquet, les ossements étaient concentrés dans la chambre, les crânes étant regroupés vers le fond. Quelques ossements comportaient des traces d'ustion. Compte tenu du nombre de dents retrouvées (environ 500), le nombre d'inhumations est estimé à environ vingt individus.
Le mobilier découvert se compose de 7 pointes de flèches (à pédoncule et ailerons), 14 perles annulaires (1 en test de coquillage, 7 en jayet, 6 en calcite), 4 perles à pointe, 26 boutons prismatiques en os en V (dont 4 décorés de cercles et de points), 35 écarteurs en os à double perforation en V (dont 10 décorés de cercles et de points), 4 pendeloques (1 en calcaire, 1 galet poli, 1 canine perforée, 1 dentale) et 2 petits fragments de cérithe. L'ensemble du mobilier appartient au Chalcolithique, il est conservé au Musée Fenaille, au musée de Villefranche-de-Rouergue et dans la collection Caussanel.